# Luis Castro Lois
Luis Castro Lois (Ribadumia, 6 de abril de 2002) es un futbolista español que juega como lateral izquierdo en el Polvorín FC de la Segunda División RFEF.

## Trayectoria
Nacido en el municipio pontevedrés de Ribadumia, Luis pasó por las categorías inferiores de la ED Arousa y Pontevedra CF antes de unirse al juvenil del CD Lugo en 2019. El 30 de diciembre de 2020, aún sin haber disputado ningún encuentro con el filial, debuta con el primer equipo en una victoria por 2-1 frente al CA Pulpileño en la Copa del Rey. El 7 de enero de 2021 debuta profesionalmente entrando como sustituto de Gerard Valentín en una derrota por 1-2 contra el Girona FC también en la Copa del Rey.

## Clubes
| Club        | País   | Año             |
| ----------- | ------ | --------------- |
| CD Lugo     | España | 2020-Actualidad |
| Polvorín FC | España | 2021-Actualidad |